# 1806 en musique
| \| • Retour à la chronologie générale de la musique populaire • \| |
| XXIe siècle • XXe siècle • XIXe siècle • XVIIIe siècle XVIIe siècle • XVIe siècle • XVe siècle • XIVe siècle XIIIe siècle • XIIe siècle • XIe siècle • Xe siècle IXe siècle • VIIIe siècle • Haut Moyen Âge • Rome • Grèce |
| • Retour à la chronologie générale de la musique populaire • |

| • Retour à la chronologie générale de la musique populaire • |

| Années de la musique populaire : 1803 - 1804 - 1805 - 1806 - 1807 - 1808 - 1809    |
| Décennies de la musique populaire : 1770 - 1780 - 1790 - 1800 - 1810 - 1820 - 1830 |

## Événements
- Première publication à Londres de Twinkle, Twinkle, Little Star (« Brille, brille, petite étoile »), chanson enfantine anglaise, par son auteur, Jane Taylor, dans Rhymes for the Nursery (en) (Comptines pour la pouponnière), sour la titre The star.
- Armand Gouffé réorganise avec Pierre Capelle à Paris la goguette le Caveau moderne.
- Création à Paris de la goguette La Société Épicurienne.

## Naissances
- 12 septembre : Victor Gelu, poète et chansonnier français de langue occitane, mort en 1885.
- 16 décembre : Pierre Lachambeaudie, chansonnier, poète et goguettier français, mort en 1872.

Date indéterminée
- Elizabeth Masson, mezzo-soprano et compositrice britannique († 9 janvier 1865)